# Sedulia perakensis
Sedulia perakensis är en insektsart som beskrevs av Willemse, C. 1932. Sedulia perakensis ingår i släktet Sedulia och familjen gräshoppor. Inga underarter finns listade i Catalogue of Life.